# William Morris (actor)
William Morris (1 de enero de 1861 – 11 de enero de 1936) fue un actor teatral y cinematográfico de nacionalidad estadounidense. 
Nacido en Boston, Massachusetts, siendo un adolescente se inició como actor teatral en el Boston Museum en 1875, llegando a convertirse en una estrella del teatro del circuito de Broadway. La mayor parte de su carrera transcurrió en el ambiente teatral, actuando en obras tan populares como la representada en 1909 Is Matrimony a Failure?
En el cine mudo trabajó como actor de carácter encarnando usualmente a padres bruscos o a malvados. Un ejemplo de su faceta cinematográfica fue su actuación en el film de Alice Guy de 1917 The Ocean Waif.
Morris estuvo casado con la actriz teatral Etta Hawkins, con la cual tuvo varios hijos, uno de ellos el actor cinematográfico Chester Morris. William Morris falleció en 1936 en Los Ángeles, California, a causa de un ataque cardiaco. Fue enterrado en el Cementerio Hollywood Forever de Hollywood.